# José Ferreira Borges

Synopsis juridica do contracto, 1830 (Fondazione Mansutti, Milano).

José Ferreira Borges (Porto, 8 giugno 1786 – Porto, 14 novembre 1838) è stato un giurista e politico portoghese.

## Biografia
Nato a Porto, si laureò in diritto canonico all'Università di Coimbra. Prese parte alla Giunta provvisoria del Governo Supremo nel 1820, entrando poi alle Cortes Gerais come deputato. Nel 1833 scrisse il primo codice commerciale del Portogallo, il Còdigo Ferreira Borges, rimasto in vigore per oltre cinquant'anni. Svolse la professione di avvocato, diventando poi giudice presso il tribunale commerciale di Lisbona. Nel 1823 partecipò al movimento costituzionalista durante le Guerre Liberali e dovette emigrare a Londra per evitare il carcere. Durante l'esilio pubblicò Synopsis juridica do contrato do cambio marítimo, un trattato sul commercio marittimo. Portò alle stampe molte altre opere di economia e finanza: Princípios de Syntetologia (1831), Instituições de economia política (1834), Instituições de direito cambial (1844) e Do Banco de Lisboa (1827). Nel 1828 pubblicò l'Allegação juridico-commercial, un compendio dedicato alla clausola franco d'avaria e all'applicazione per analogia delle decisioni francesi in materia: la clausola implicava l'esclusione della garanzia assicurativa. Una copia del volume è conservata alla Fondazione Mansutti di Milano.